# Sorin Titel
Sorin Titel ( 7 de diciembre de 1935, Margina, condado de Timiș , 17 de enero de 1985 ) fue un ensayista, novelista y escritor rumano contemporáneo.

## Biografía
Sorin Titel nació el 7 de diciembre de 1935 en la comuna de Margina. Era hijo de Iosif Titel, notario y licenciado en derecho y de Cornelia, ama de casa. Entre 1946 y 1953 asistió a la escuela secundaria en Lugoj y Caransebeș, tras lo cual ingresó en la Facultad de Cinematografía de Bucarest. Un año después se trasladó de dirección cinematográfica a la Facultad de Filología. En 1956, sin embargo, fue expulsado porque simpatizaba con los movimientos de estudiantes en Hungría. Se reinscrito en 1957 en Cluj, pero solo por un mes.
Literariamente, debutó en 1957 con el sketch Drumul en la revista Tânărul scriitor . En 1963 publicó su primer volumen de bocetos, El árbol. Escribió numerosos bocetos, cuentos, novelas, ensayos.
Entre 1958-1964 ocupó el cargo de profesor suplente de rumano en Caransebeș y en el pueblo de Cârpa (hoy, Valea Timișului ). En 1961 regresó a la facultad de filología en el cuarto año, a cursos a tiempo parcial. Se graduó en la universidad en 1964. Entre 1964-1971 fue editor de la revista Scrisul banatean en Timisoara (luego transformada en Orizont ). Después publicó varias novelas y consolidó su puesto en el Sindicato de Escritores, donde no ocupó ningún cargo. En 1971 se trasladó a Bucarest, donde se convirtió en editor de la revista România literară .
Murió prematuramente el 17 de enero de 1985, tras el inicio de una implacable enfermedad, y fue enterrado en el cementerio de Bellu .

## Obras publicadas
- El árbol, bocetos, Editorial de literatura, Bucarest, 1963
- El posible regreso, novela, Editorial de Literatura, Bucarest, 1966
- Valses nobles y sentimentales, cuentos, Editorial de Literatura, Bucarest, 1967
- Desayuno sobre la hierba, novela, Editorial de Literatura, Bucarest, 1968
- La noche de los inocentes, cuentos, Editorial Cartea Românească, Bucarest, 1970
- El largo viaje del prisionero, rumano, Editorial Cartea Românească, Bucarest, 1971 - traducido al francés por Marie France Ionesco, hija del dramaturgo Eugen Ionesco, y luego también al holandés y al polaco
- El país lejano, novela, Eminescu Publishing House, Bucarest, 1974. (Premio de la Asociación de Escritores de Bucarest, primer volumen de una tetralogía rumana, que incluiría también las novelas El pájaro y la sombra, El momento rápido y la mujer, Aquí está tu hijo ).
- Herman Melville. La fascinación del mar , ensayo, Albatros Publishing House, Bucarest, 1975
- La pasión por la lectura, el ensayo, Editorial Facla, Timiraoara, 1976
- El pájaro y la sombra, novela, Eminescu Publishing House, Bucarest, 1977
- The Quick Moment, novela, Eminescu Publishing House, Bucarest, 1979
- Mujer, aquí está su hijo, rumano, Editorial Cartea Românească, Bucarest, 1983, galardonado con el Premio de la Academia Rumana y el del Sindicato de Escritores.
- En busca de Chejov y otros ensayos, Editorial Cartea Românească, Bucarest, 1984
- Melancolía, novela inacabada, Editorial Cartea Româneasca, Bucarest, 1988
- Cocina de verano, guiones cinematográficos, Editorial Marineasa, Timișoara, 1997
- Opere, vol. I: Bocetos e historias, vol. II: Los cuentos. Novelas, texto establecido, cronología, notas, comentarios, variantes y hitos críticos de Cristina Balinte, prefacio de Eugen Simion, Ed. De la National Foundation for Science and Art & Encyclopedic Universe, Bucarest, 2005

## Guiones de películas
- Hierba verde en casa (1977)